# 约瑟夫·雅拉宾斯基
约瑟夫·雅拉宾斯基（1944年3月12日—，Jozef Jarabinské），生于斯洛伐克普雷绍夫州Jarabina，捷克国籍，足球运动员、足球教练，司职前锋，内德维德的启蒙教练，曾为天津泰达主教练。

## 荣誉

### 球员
1969年，捷克斯洛伐克杯冠军（布拉格杜克拉）

### 助理教练
1986-1987赛季，捷克斯洛伐克足球甲级联赛冠军（布拉格斯巴达）
1987-1988赛季，捷克斯洛伐克足球甲级联赛冠军（布拉格斯巴达）

### 主教练
1988-1989赛季，捷克斯洛伐克足球甲级联赛冠军（布拉格斯巴达）
1988-1989赛季，捷克斯洛伐克杯冠军（布拉格斯巴达）
1989-1990赛季，捷克斯洛伐克足球甲级联赛冠军（布拉格斯巴达）
1994-1995赛季，捷克足球甲级联赛冠军（布拉格斯巴达）
2002-2003赛季，捷克足球甲级联赛冠军（布拉格斯巴达）
2004-2005赛季，捷克杯冠军（奥斯特拉瓦巴尼克）